# Zsiga-Kárpát Dániel
Zsiga-Kárpát Dániel (Z. Kárpát Dániel, Budapest, 1979. június 1. –) magyar író, politikus, a Jobbik alelnöke.

## Élete
Lakótelepi környezetben nőtt fel, ezután Óbudára költözött, ahol 16 éve él. A közélettel a ’90-es évek közepén kezdett érdemben foglalkozni. Középiskolás korában csatlakozott a MIÉP-hez, melynek később óbudai ifjúsági tagozatát vezette. Ebben az időszakban jelentek meg első cikkei, versei, publikációi is.

## Pályafutása
Életrajza szerint közgazdasági végzettséget szerzett az University of Hertfordshire (1998-2002), illetve Corvinus Egyetemen (2008-2010). Zsiga-Kárpát Dániel “Z. Kárpát Dániel” néven publikál és vesz részt a közéletben. Alapítója a Kárpátia Műhelynek (alapítva: 2002); főszerkesztője a Kárpátia (alapítva: 2001) című havilapnak. Hat könyvet írt Z. Kárpát Dániel néven.
A Jobbik kötelékében az EU-kabinet vezetőjeként a program részleteinek kidolgozásáért és a közlemények képviseletéért felel. A Jobbik környezetvédelmi programjának egyik kialakítója.
A 2006-os országgyűlési választáson a MIÉP – Jobbik a Harmadik Út jelöltjeként indult, de nem jutott be a törvényhozásba. A 2009-es európai parlamenti választáson a Jobbik listáján a 6. helyet foglalta el, az Európai Parlamentbe azonban nem jutott be. A 2010-es választáson Budapest 4. számú egyéni választókerületében, illetve pártja országos listáján indult, országgyűlési mandátumot az utóbbiról szerzett, amin a 13. helyet foglalta el. 2014 júniusa óta a Jobbik alelnöke lett.
2022-ben előkerült róla egy videó, amin náci karlendítést végez.

## Művei
- Nagy Testvér mindent lát; Kárpátia Műhely, Bp., 2002
- A demokrácia halála. Világválság és biztos magyar gyarapodás; Masszi, Bp., 2003
- EU-tanázia; Kárpátia Műhely BT, Bp., 2003
- Háborúk a vízért a XXI. században; Kárpátia Műhely, Bp., 2004 (Gaia lázadása ciklus)
- Gének harca. Háborúk a földért a XXI. században; Kárpátia Műhely, Bp., 2005 (Gaia lázadása ciklus)
- A civilizáció romjai. Környezeti összeomlás és kiút; Kárpátia Műhely, Bp., 2006 (Gaia lázadása ciklus)
- Üzenet a törésvonalról; Kárpátia Műhely, Bp., 2013